# Rue Richelievska
La rue Richelievska (ukrainien : Вулиця Рішельєвська (Одеса), c'est-à-dire rue Richelieu) est l'une artère d'Odessa en Ukraine.

## Situation et accès
C'est l'une des principales voies du centre-ville d'Odessa, qui débute à la rue Langeron et va jusqu'à la rue Pantéléimon.

## Origine du nom
Elle honore Armand-Emmanuel du Plessis de Richelieu (1766-1822) qui fut gouverneur d'Odessa, en Nouvelle-Russie, de 1803 à 1814.

## Historique
Elle se situe sur une ancienne nécropole, en face de l'Opéra. 
Elle prend en 1809 le nom de « rue du Théâtre » lors de l'ouverture de celui-ci voulu  par le duc de Richelieu. Le théâtre ayant brûlé en 1873, il est reconstruit en 1884. Elle prend le nom « rue de Richelieu » en 1814 car le duc avait sa demeure dans cette rue. 
C'est dans cette rue que s'élevèrent les premiers bâtiments en pierre de hauteur.

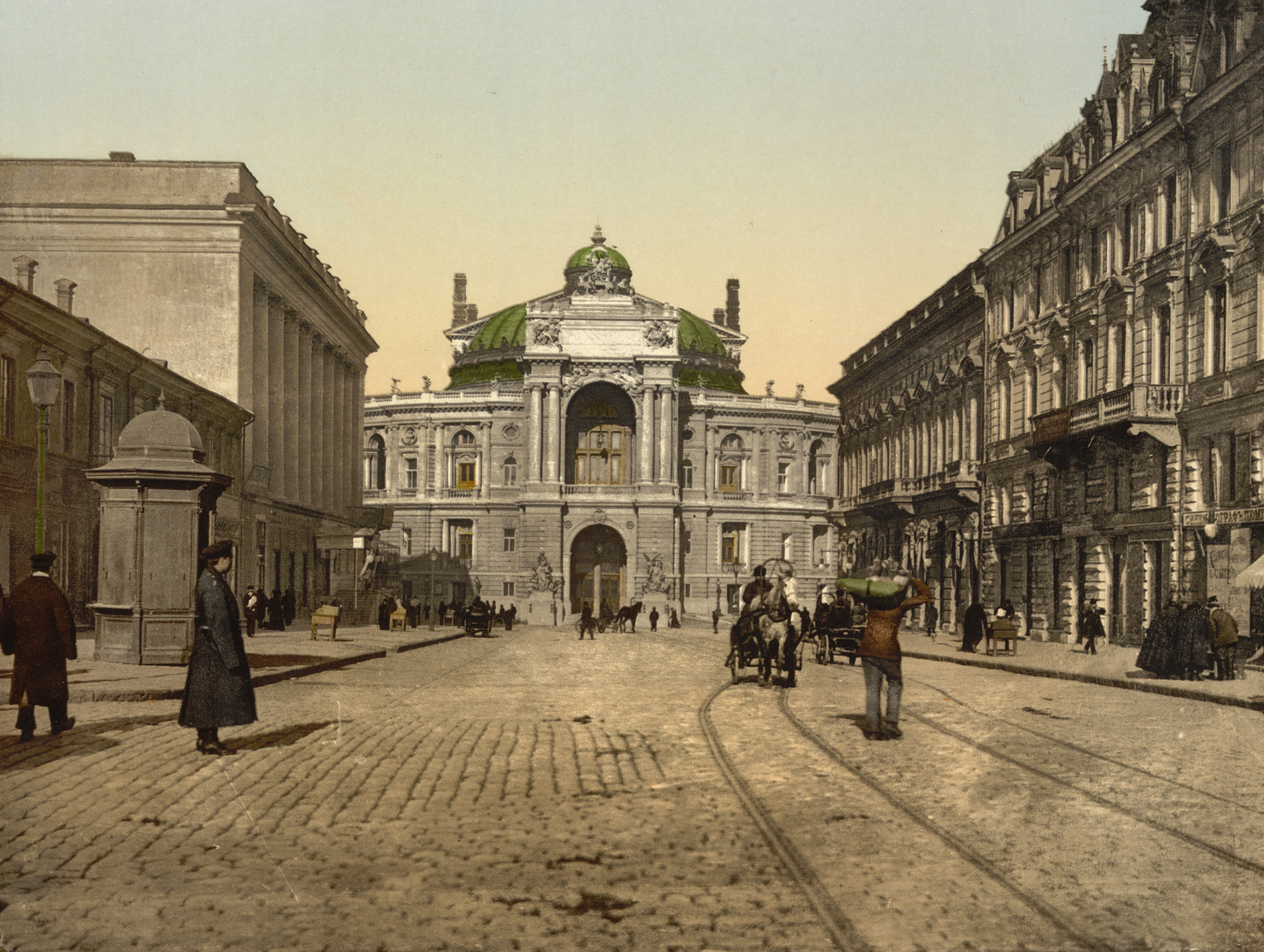
La rue Richelievska
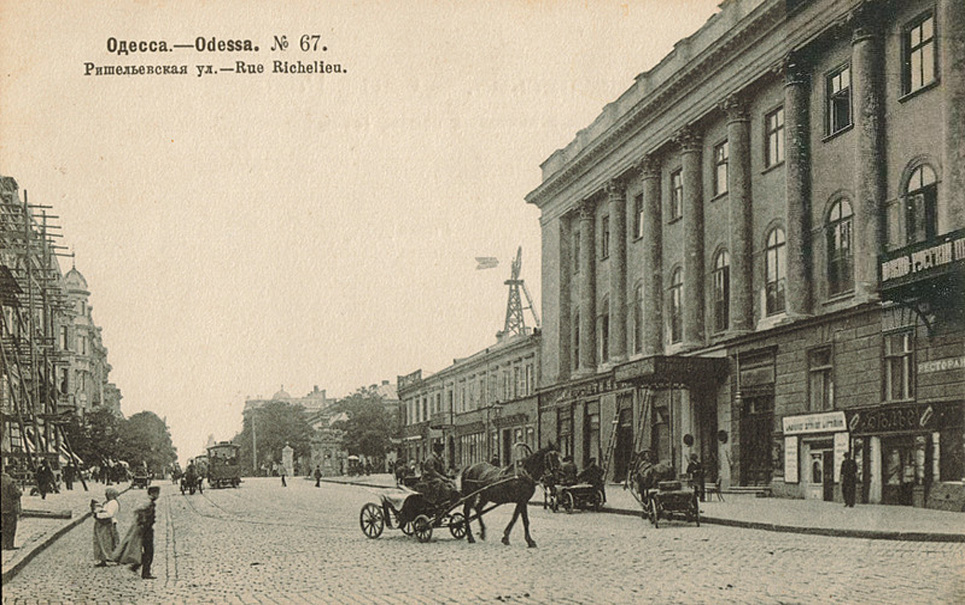
Avant 1902 en carte postale.

## Bâtiments remarquables et lieux de mémoire

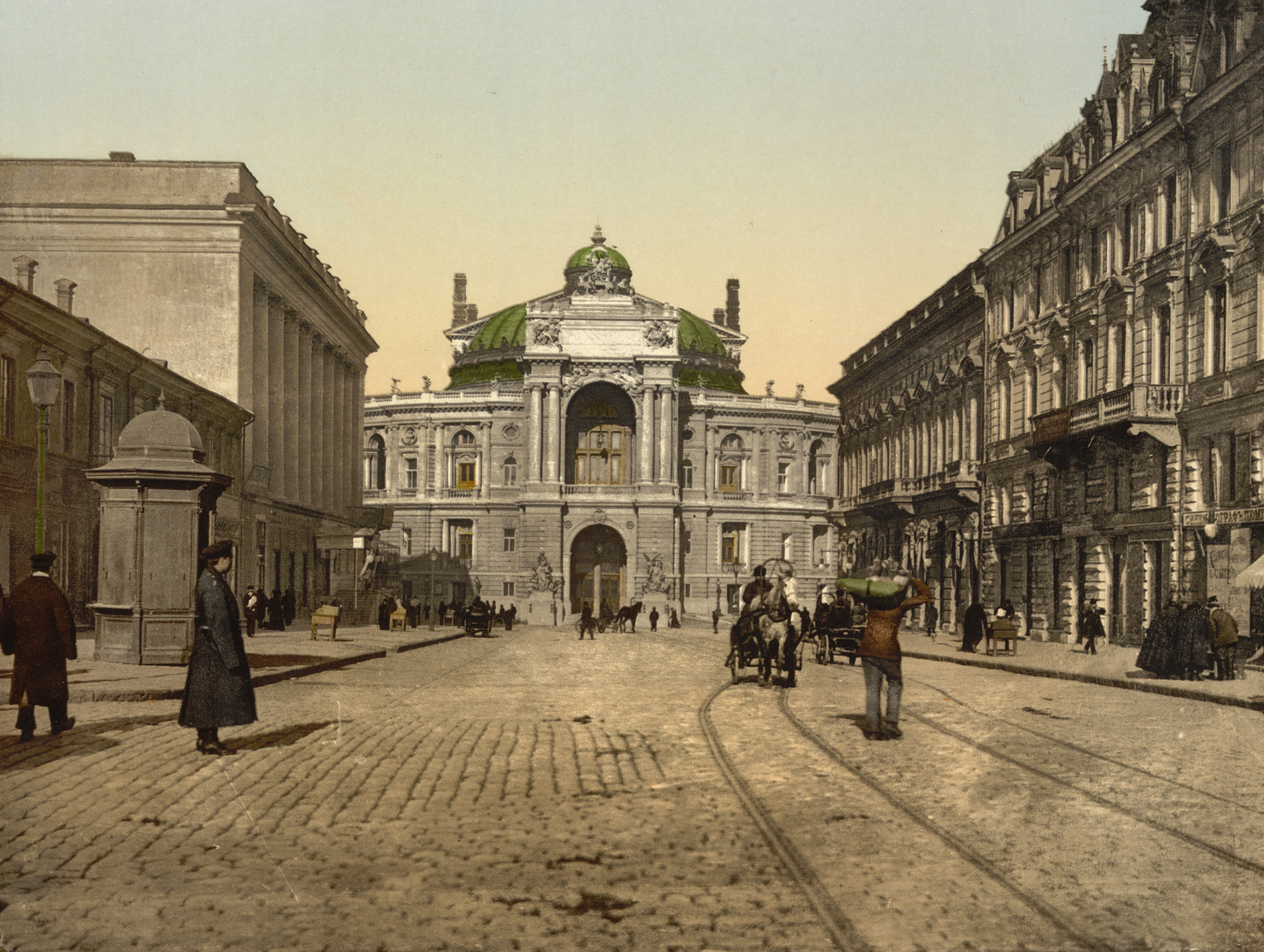
La rue Richelievska
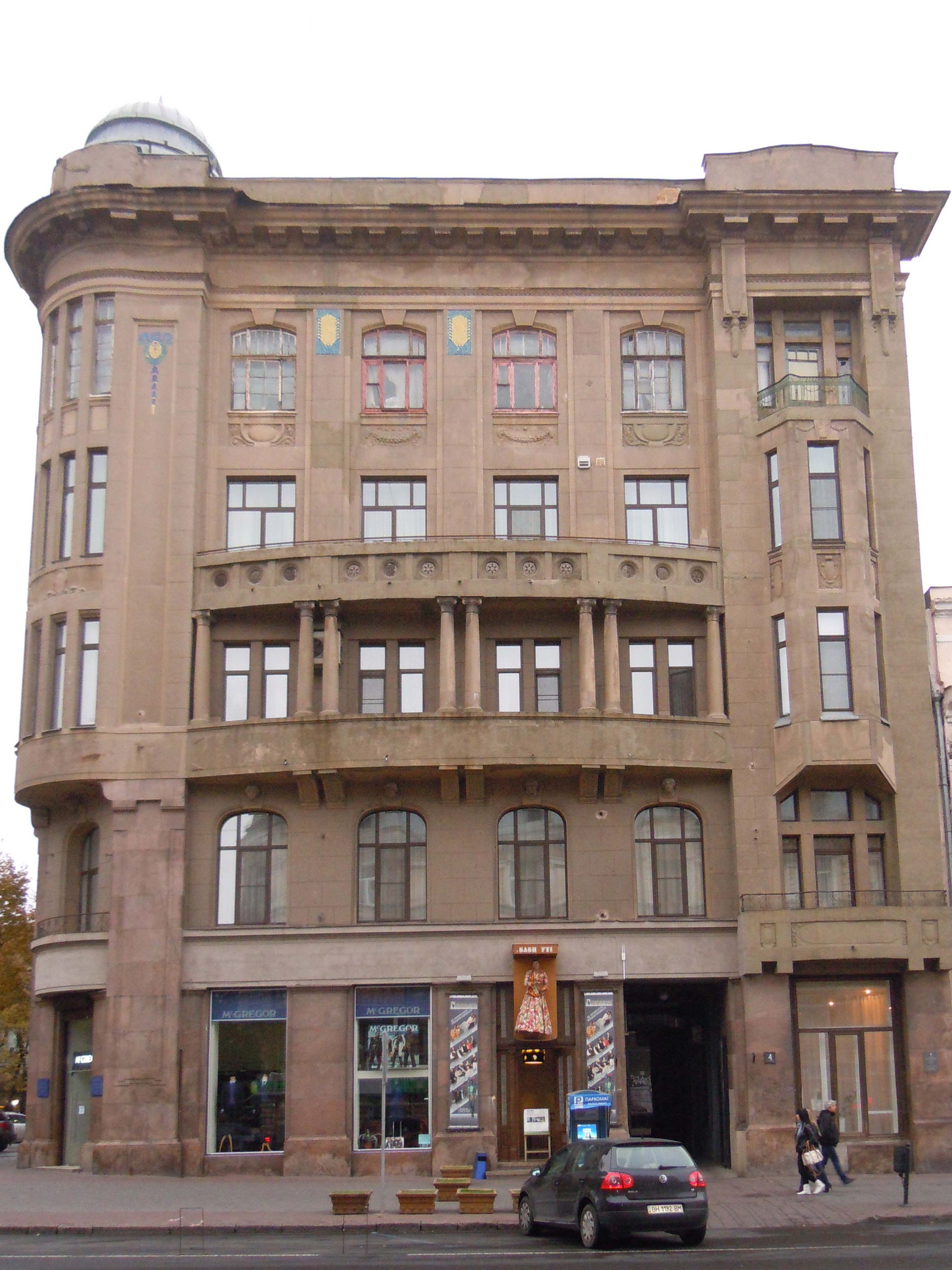
La maison Novikov classé
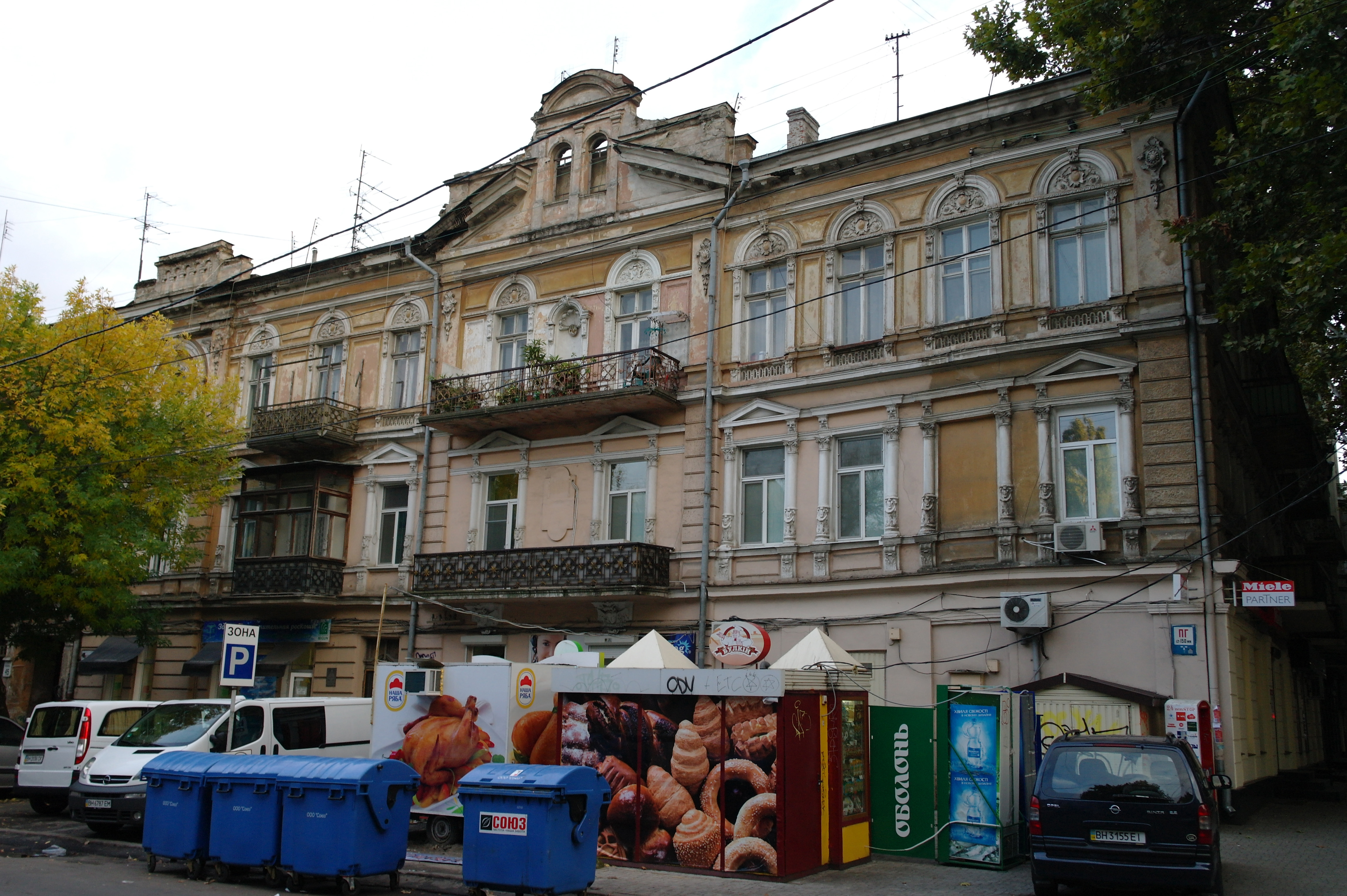
la maison Bazarna, classé
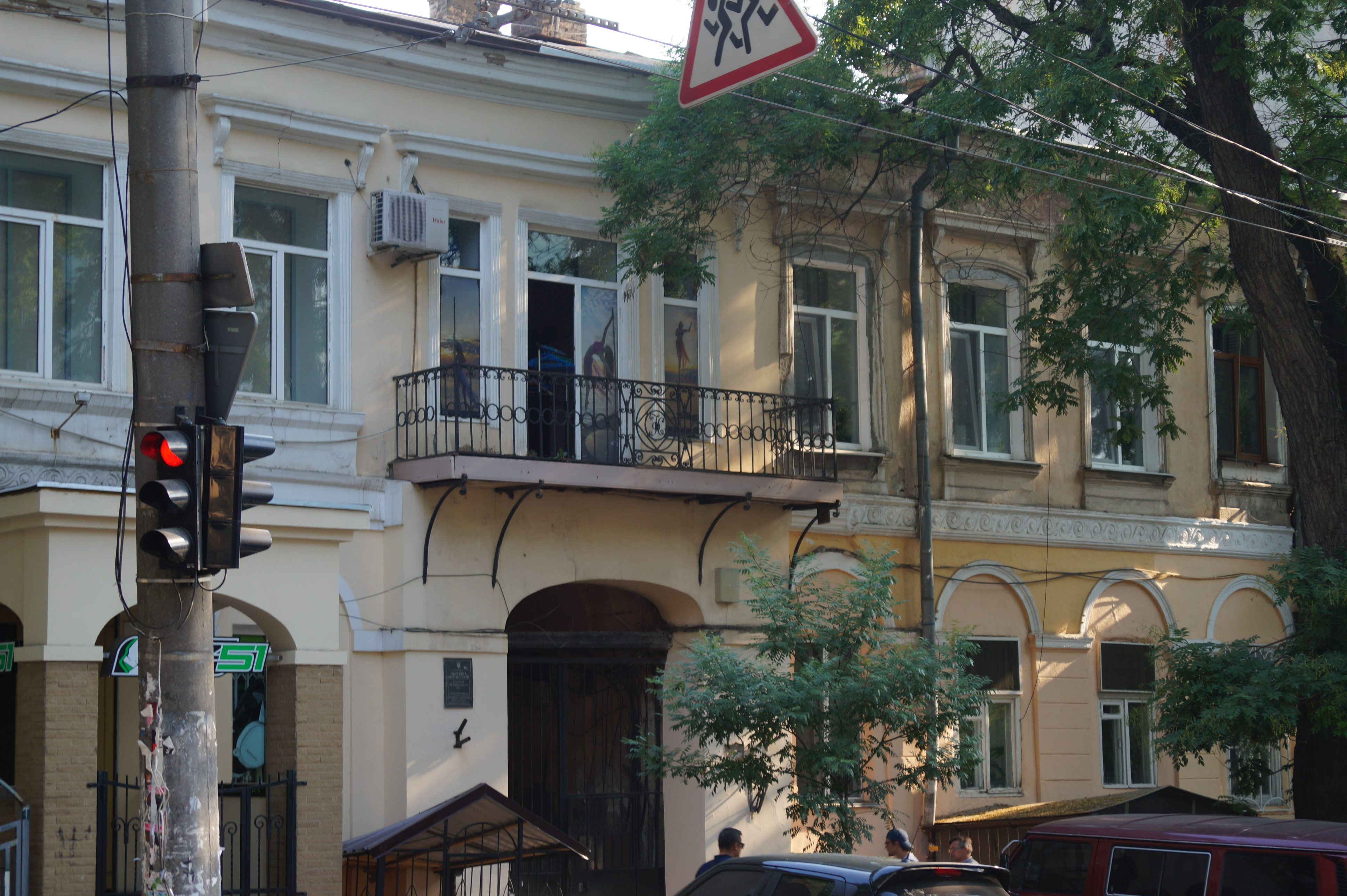
rue Troïtska classé
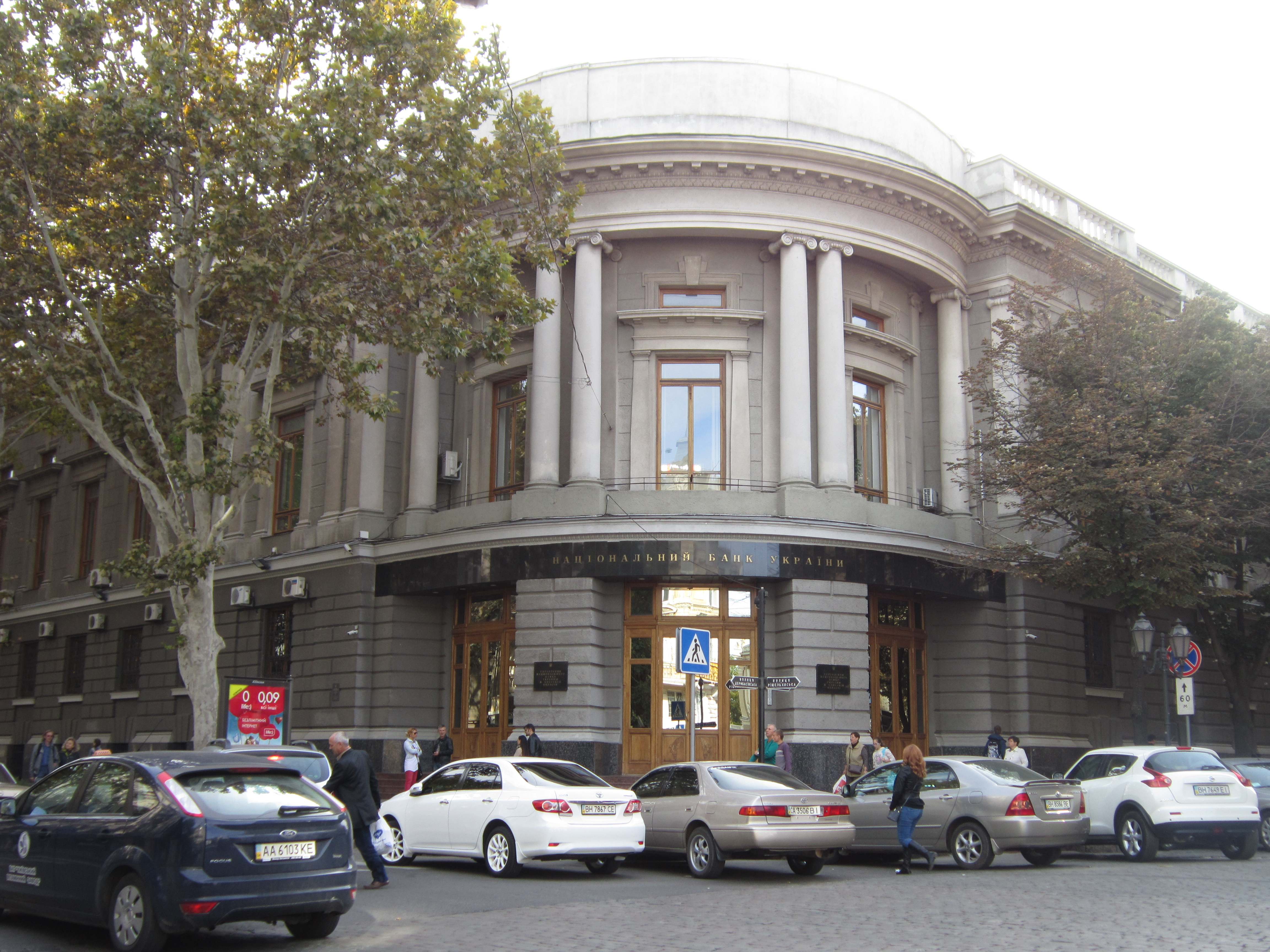
la Banque nationale d'Ukraine classée[4].
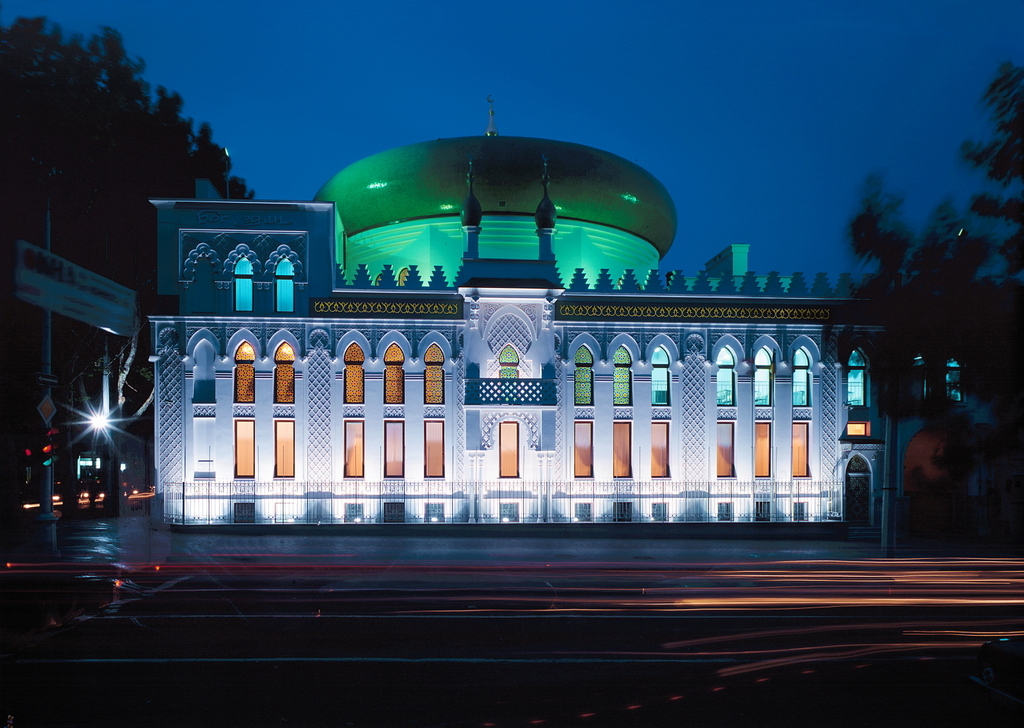
mosquée Al-Salam.
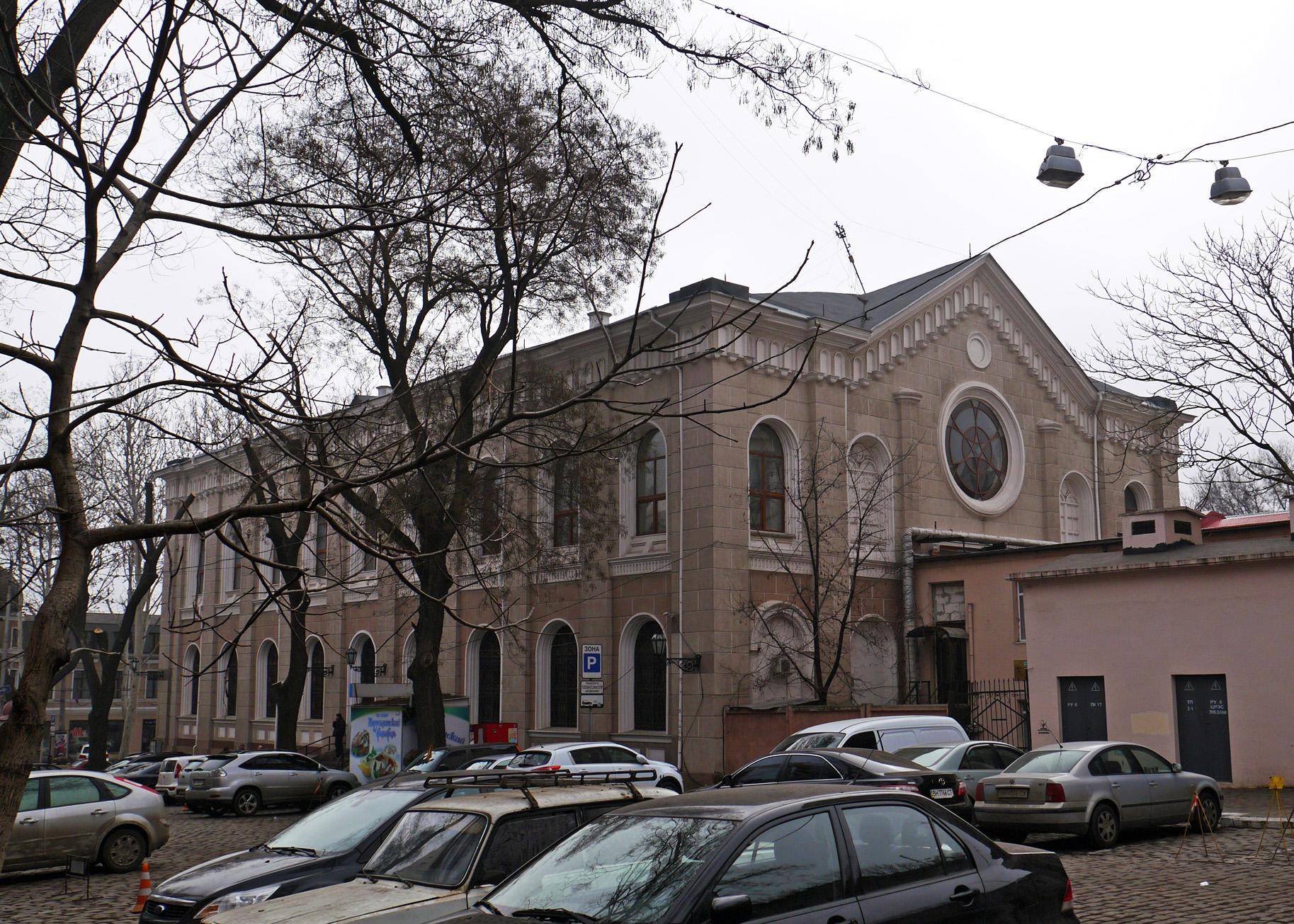
la synagogue classée[5].

## Voir également
- Odessa.